# Jessica Drake
Jessica Drake, född som Angela Patrice Heaslet 14 oktober 1974 i San Antonio i Texas, är en amerikansk pornografisk skådespelerska. Hon är även verksam som manusförfattare och sexualupplysare.

## Biografi
Medan hon studerade till psykolog vid college i El Paso tog hon jobb som strippa. Genom jobbet kom hon i kontakt med porrfilmsregissören Michael Raven, och 1999 debuterade hon som porrskådespelare. Hon fick genom Raven jobb som profil för kanalen Playboy TV. Drake har senare figurerat i radioprogrammet In Bed with Jessica Drake.
Hon har medverkat i ett flertal pornografiska filmer, som Shayla's Web, Fluff and Fold och The Collector. Under delar av hon karriären har hon varit knuten till Wicked Pictures. 2016 fungerade hon både som talangscout för bolaget och spelade in sex filmer om året. Hos Wicked var hon då också ansvarig för deras produktserie av glidmedel och liknande preparat. 2020 avslutade hon sin verksamhet som porrskådespelare, efter att under karriären ha deltagit i inspelningar av knappt 500 filmer och scener. Mellan åren 2008 och 2020 verkade hon som regissör, med åtminstone 18 filmer producerade för främst Wicked.
Drake har även medverkat i vanlig film och TV, till exempel i serien The Money $hot och första avsnittet av serien Skin. Hon har även medverkat i filmer som Barry Munday, och i musikvideon till Lady Gagas låt "Telephone".
På senare år har Drake allt mer börjat verka som sexualupplysare. På grund av covid-19-pandemin och de osäkra arbetsvillkoren under en pandemi slutade hon 2020 spela in pornografisk film för andra. Dessförinnan hade hon lanserat sig som innehållskreatör på Onlyfans, där hon sedan dess på egen hand producerat med sig själv som modell.

## Privatliv
2002 gifte sig Drake med branschkollegan Evan Stone, varefter hon i över ett decennium sammanbodde med Wickeds regissör och skådespelare Brad Armstrong. 2021 meddelade Drake hennes och Armstrongs separation.
Drake har sagt att hennes bror och far varit mer positiva runt hennes karriärval än hennes mor.

## Utmärkelser
Drake har vunnit flera priser för sina insatser i pornografisk film på den årliga AVN Awards-galan. Dessa listas nedan:
- 2001 – "Best Tease Performance" (Shayla's Web)
- 2010 – AVN Hall of Fame
- 2014 – "Best Safe Sex Scene", Sexpionage: The Drake Chronicles
- 2016 – "Mainstream Star of the Year"